# Kambia (Distrikt)
Kambia ist ein Distrikt Sierra Leones mit 368.000 Einwohnern (Stand 2021). Er liegt in der Provinz North West im Nordwesten des Landes, an der Atlantikküste und der Grenze zu Guinea. Seine Hauptstadt ist Kambia mit etwa 11.800 Einwohnern. Weitere Städte sind Rokupr, Kukuna, Mambolo und Kasiri.
Der Distrikt umfasst eine Fläche von 3108 Quadratkilometer.
Die Bewohner des Kambia-Distrikts gehören hauptsächlich den Ethnien der Susu, Limba und Temne an und sind mehrheitlich Muslime. Die Wirtschaft in Kambia besteht in Bergbau in kleinem Maßstab sowie Landwirtschaft (Viehzucht, Ackerbau, insbesondere Cashewnüsse).